# Krylatskoye Sports Complex Velodrome
Le Krylatskoye Sports Complex Velodrome (en russe : велотрек „Крылатское“) est un vélodrome situé à Moscou, en Russie.  

## Caractéristiques
Elle contient une piste de 333 m et une tribune d'environ 6 000 places.

## Compétitions
- Six Jours de Moscou
- Jeux Olympiques de Moscou 1980